# 29658 Henrylin
29658 Henrylin è un asteroide della fascia principale. Scoperto nel 1998, presenta un'orbita caratterizzata da un semiasse maggiore pari a 2,2723600 UA e da un'eccentricità di 0,1217714, inclinata di 3,09839° rispetto all'eclittica.